# Puchar Zoo
Puchar Zoo (oryg. Zoo Cup) – serial animowany produkcji francusko-belgijskiej emitowany w czasie przedłużających się zawodów sportowych w paśmie Wieczorynki, był także emitowany w TVN.  Rok produkcji 1994. Zawiera 52 odcinki. Istnieje również bardzo podobny serial tego samego autora pt. Zooolimpiada (oryg. Zoo Olympics). Ma także 52 odcinki. Rok produkcji 1992.

## Fabuła
Zmagania zwierząt. Komentuje Jan Wężyk.

## Wersja polska
Opracowanie: na zlecenie Canalu+ – STUDIO START W ŁODZI

Wystąpił: Paweł Siedlik

## Spis odcinków
Lista nie zawiera 5 odcinków.
- 01. Hippopotames des embouchures vs Kangourous du bouche Hipopotamy kontra kangury
- 02. Moutons de présalé vs Loups des steppes Barany kontra wilki stepowe
- 03. Tortues vs Lièvres Żółwie kontra zające
- 04. Rhinocéros vs Eléphants  Nosorożce kontra słonie
- 05. Otaries des banquises vs Crocodiles des marigaux Lwy morskie kontra krokodyle
- 06. Renards communs vs Chiens domestiques Lisy kontra psy domowe
- 07. Loups des steppes vs Crocodiles des marigaux Wilki stepowe kontra krokodyle
- 08. Poules fermières vs Canards de barbarie Kury z ferm kontra kaczki
- 09. Otaries des banquises vs Cochons des bocages Lwy morskie kontra świnie
- 10. Kangourous vs Grenouilles Kangury kontra żaby
- 11. Souris de laboratoire vs Chats de concierge Myszy kontra koty
- 12. Canards de barbarie vs Ecureuils des sous-bois Kaczki kontra wiewiórki
- 13. Pieuvres vs Hippopotames Ośmiornice kontra hipopotamy
- 14. Coq des basse-cours vs Serpents des fourrés Koguty kontra węże
- 15. Autruches vs Corbeaux Strusie kontra kruki
- 16. Hippopotames vs Autruches Hipopotamy kontra strusie
- 17. Eléphants des savanes vs Souris de laboratoire  Słonie kontra szczury laboratoryjne
- 18. Kangourous du bouche vs Renards des sables  Kangury kontra lisy
- 19. Chiens vs Chats Koty kontra psy
- 20. Kangourous du bouche vs Cafards des villes  Kangury kontra termity
- 21. Kangourous du bouche vs Singes arboricoles Kangury kontra szympansy
- 22. Taupes des jardins vs Vers de terre Krety kontra robaki
- 23. Poules fermières vs Autruches des plateaux Kury kontra strusie
- 24. Grenouilles des marais vs Boeufs domestiques  Żaby kontra byki
- 25. Crocodiles des marigaux vs Singes arboricoles Krokodyle kontra szympansy
- 26. Chenilles des tropiques vs Poules fermières Gąsienice kontra kury
- 27. Chiens de compagnie vs Crocodiles des marigaux  Psy kontra krokodyle
- 28. Pingouins vs Girafes Pingwiny kontra żyrafy'
- 29. Chiens vs Loups Psy kontra wilki
- 30. Hippopotames vs Cochons Hipopotamy kontra świnie
- 31. Petits cochons vs Grands méchants loups Małe świnie kontra duże złe wilki
- 32. Escargots vs Moules Ślimaki kontra małże
- 33. Rhinocéros des taïgas vs Taupes des jardins Nosorożce kontra krety
- 34. Singes arboricoles vs Lézards communs  Szympansy kontra jaszczurki
- 35. Cochons vs Crocodiles Świnie kontra krokodyle
- 36. Vaches laitières vs Moutons présalés Mleczne krowy kontra barany
- 37. Tortues maraîchères vs Escargots du potager Żółwie kontra ślimaki
- 38. Coqs de basse-cour vs Poules fermières  Koguty kontra kury
- 39. Veaux élevées sous la mer vs Cochons de batterie  Cielaki kontra świnie
- 40. Taureaux communs vs Rhinocéros blancs Byki kontra białe nosorożce
- 41. Corbeaux vs Renards Kruki kontra lisy
- 42. Taupes des jardins vs Eléphants des savanes Krety kontra dzikie słonie
- 43. Eléphants de cirque vs Eléphants sauvage Słonie z cyrku kontra dzikie słonie
- 44. Rhinos de la taïga vs Autruches des plateaux Nosorożce z tajgi kontra strusie
- 45. Girafes des plateaux vs Moutons de présalé Żyrafy kontra barany
- 46. Hérissons Bœufs vs Hérissons Byki kontra jeżozwierze
- 47. Otaries des banquises vs Hippopotames des embouchures Lwy morskie kontra hipopotamy